# Karl Oettle
Karl Oettle (* 11. März 1926 in Artern; † 4. November 2009 in München) war ein deutscher Wirtschaftswissenschaftler.

## Leben
Er besuchte die Schule in Nordhausen im Harz und in Stuttgart, musste Kriegsdienst leisten und geriet in Kriegsgefangenschaft. Ab 1948 studierte er Wirtschaftswissenschaften in Tübingen (Diplom-Volkswirt 1951), daneben absolvierte er eine kaufmännische Ausbildung. Bis 1955 war er in der betrieblichen Praxis tätig. Anschließend kehrte er an die Universität zurück und wurde 1957 mit einer Arbeit über die Bedeutung von Erich Gutenbergs Grundlagen der Betriebswirtschaftslehre und zum Methodenstreit in diesem Fach zum Dr. rer. pol. promoviert. Bei Rudolf Johns wurde er 1962 habilitiert; seine Habilitationsschrift behandelt die Finanzpolitik von Unternehmen (siehe Schriften). 1964 wurde Oettle an die Universität Mannheim berufen; 1968 wechselte er an die Ludwig-Maximilians-Universität München als Vorstand des Instituts für Verkehrswirtschaft und öffentliche Wirtschaft, das er bis zu seiner Emeritierung 1994 leitete. Er arbeitete in vielen wissenschaftlichen und politikberatenden Organisationen mit. Karl Oettle war bis zu seinem Tode wissenschaftlich tätig. Er starb am 4. November 2009 in München.

## Werk
Karl Oettles lehrende und forschende Arbeit hatte drei Schwerpunkte:
- die Betriebswirtschaftslehre der öffentlichen und gemeinwirtschaftlichen Betriebe (Non-Profit-Organisationen)
- die Verkehrswirtschaft und verkehrspolitische Fragen
- die Allgemeine Betriebswirtschaftslehre, insbesondere Grundfragen des Faches.

Darüber hinaus hat er fundiert Stellung zu politischen, volkswirtschaftlichen und geographischen (insbesondere raumwirtschaftlichen) sowie gesundheitswirtschaftlichen Themen genommen.
Oettles Vorgehen ist analytisch und differenzierend. Grundlegend ist seine Studie über öffentlich-wirtschaftliche Ziele. Schon sehr früh hat er auf die bedenklichen Wirkungen der Verkehrspolitik hingewiesen und den öffentlichen Verkehr in den Mittelpunkt gestellt. Gegenüber einer undifferenzierten Anwendung marktwirtschaftlicher Instrumente war Oettle skeptisch.

## Schriften (Auswahl)
- Unternehmerische Finanzpolitik. Elemente einer Theorie der Finanzpolitik industrieller Unternehmungen, Stuttgart (C. E. Poeschel Verlag) 1966
- Verkehrspolitik, Stuttgart (C. E. Poeschel Verlag) 1967
- Über den Charakter öffentlich-wirtschaftlicher Zielsetzungen, in: Zeitschrift für betriebswirtschaftliche Forschung, N. F. 18, 1966, S. 241–259
- Grundfragen öffentlicher Betriebe, Band I: Ausgewählte Aufsätze zur Zielsetzung, Führung und Organisation öffentlicher Betriebe, Band II: Ausgewählte Aufsätze zur Finanzierung und Rechnung öffentlicher Betriebe, Baden-Baden (Nomos Verlag) 1976
- Raumwirtschaftliche Aspekte einer Betriebswirtschaftslehre des Verkehrs, Hannover (Hermann Schroedel Verlag) 1978 (ISBN 3-507-91474-3)
- Ökonomische Probleme des öffentlichen Verkehrs. Ausgewählte Beiträge zu wirtschaftlichen Gegenwarts- und Zukunftsfragen öffentlicher Verkehrsbetriebe und Verkehrsverwaltungen, Baden-Baden (Nomos Verlag) 1981
- Betriebswirtschaftliche Beiträge zur öffentlichen Finanzwirtschaft. Ausgewählte Aufsätze zum Haushalts- und Rechnungswesen öffentlicher Verwaltungen, Baden-Baden (Nomos Verlag) 1991
- Die Bahnreform - eine kritische Sichtung, Pürgen (Ritzau KG - Verlag Zeit und Eisenbahn) 2003 (ISBN 3-935101-04-X) (zusammen mit Hans-Joachim Ritzau, Jörn Pachl und Wolfgang Stoffels)
- Die Aufgabe der Bankwirtschaft – einige aktuelle Thesen, in: Zeitschrift für das gesamte Kreditwesen, 62. Jahrgang, Heft 18, 15. September 2009, S. 879–882; als pdf verfügbar: http://www.verbandsforschung.de/fileadmin/svv/pdf/andere_pdf/ZKW18_879_882_Oettle.pdf

## Ehrungen (Auswahl)
- Ehrendoktor der Wirtschafts- und Sozialwissenschaftlichen Fakultät der Universität Rostock 1998 (Dokumentation mit Laudatio, Festvortrag und Schriftenverzeichnis: Öffentliche Dienste in marktlicher Konkurrenz, hrsg. v. Guido Eilenberger, Rostock 1999)
- Ehrendoktor der Johannes Kepler Universität Linz 1999 (Dokumentation mit Laudatio, Festvortrag und Schriftenverzeichnis: Markt und Staat – Die Verminderung von Planungsunsicherheiten als öffentliches Anliegen, hrsg. v. Reinbert Schauer, Linz 2000, ISBN 3-85487-097-3)
- Festschrift zur Vollendung des 65. Lebensjahres (Dienstprinzip und Erwerbsprinzip. Fragen der Grundorientierung in Verkehr und öffentlicher Wirtschaft, hrsg. v. Peter Faller und Dieter Witt, Baden-Baden 1991, ISBN 3-7890-2413-9)
- Festschrift zum 75. Geburtstag (Non-Profit-Management im Aufwind?, hrsg. v. Dieter Witt, Claudia Eckstaller und Peter Faller, Wiesbaden 2001, ISBN 3-8244-7565-0)